# Villers-en-Vexin
Villers-en-Vexin ist eine französische Gemeinde mit 313 Einwohnern (Stand 1. Januar 2022) im Département Eure in der Region Normandie (vor 2016 Haute-Normandie). Sie gehört zum Arrondissement Les Andelys und zum Kanton Gisors. Die Einwohner werden Villersiens genannt.

## Geographie
Villers-en-Vexin liegt etwa 66 Kilometer ostsüdöstlich von Rouen. Umgeben wird Villers-en-Vexin von den Nachbargemeinden Sainte-Marie-de-Vatimesnil im Nordwesten und Norden, Gamaches-en-Vexin im Norden und Nordosten, Vesly im Osten, Les Thilliers-en-Vexin im Südosten, Vexin-sur-Epte im Süden sowie Mouflaines im Westen.

## Bevölkerungsentwicklung
| Jahr                       | 1962 | 1968 | 1975 | 1982 | 1990 | 1999 | 2006 | 2019 |
| Einwohner                  | 323  | 287  | 264  | 248  | 274  | 286  | 279  | 311  |
| Quellen: Cassini und INSEE |      |      |      |      |      |      |      |      |

## Sehenswürdigkeiten
- Kirche Saint-Denis, Monument historique
- altes Schloss

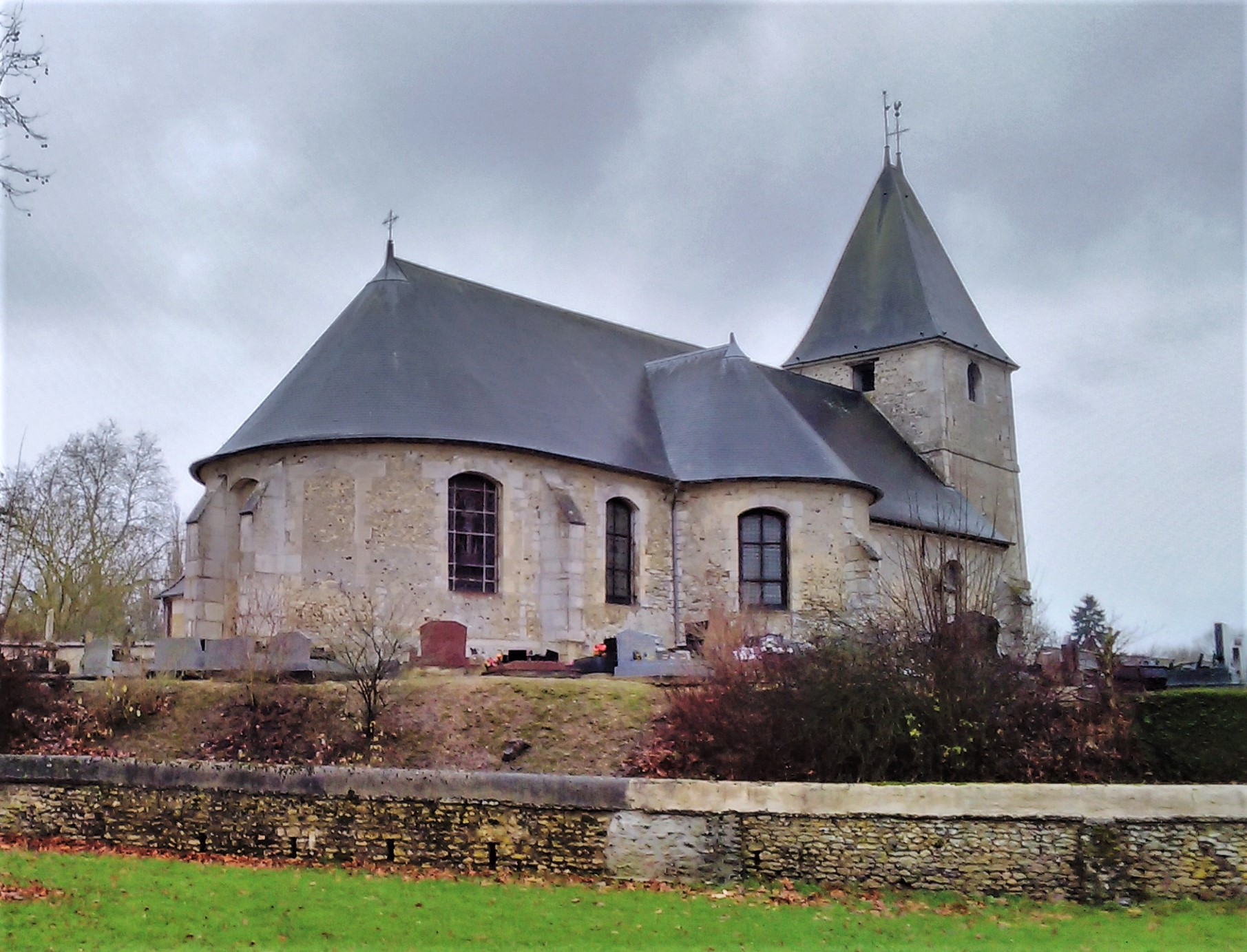
Kirche Saint-Denis
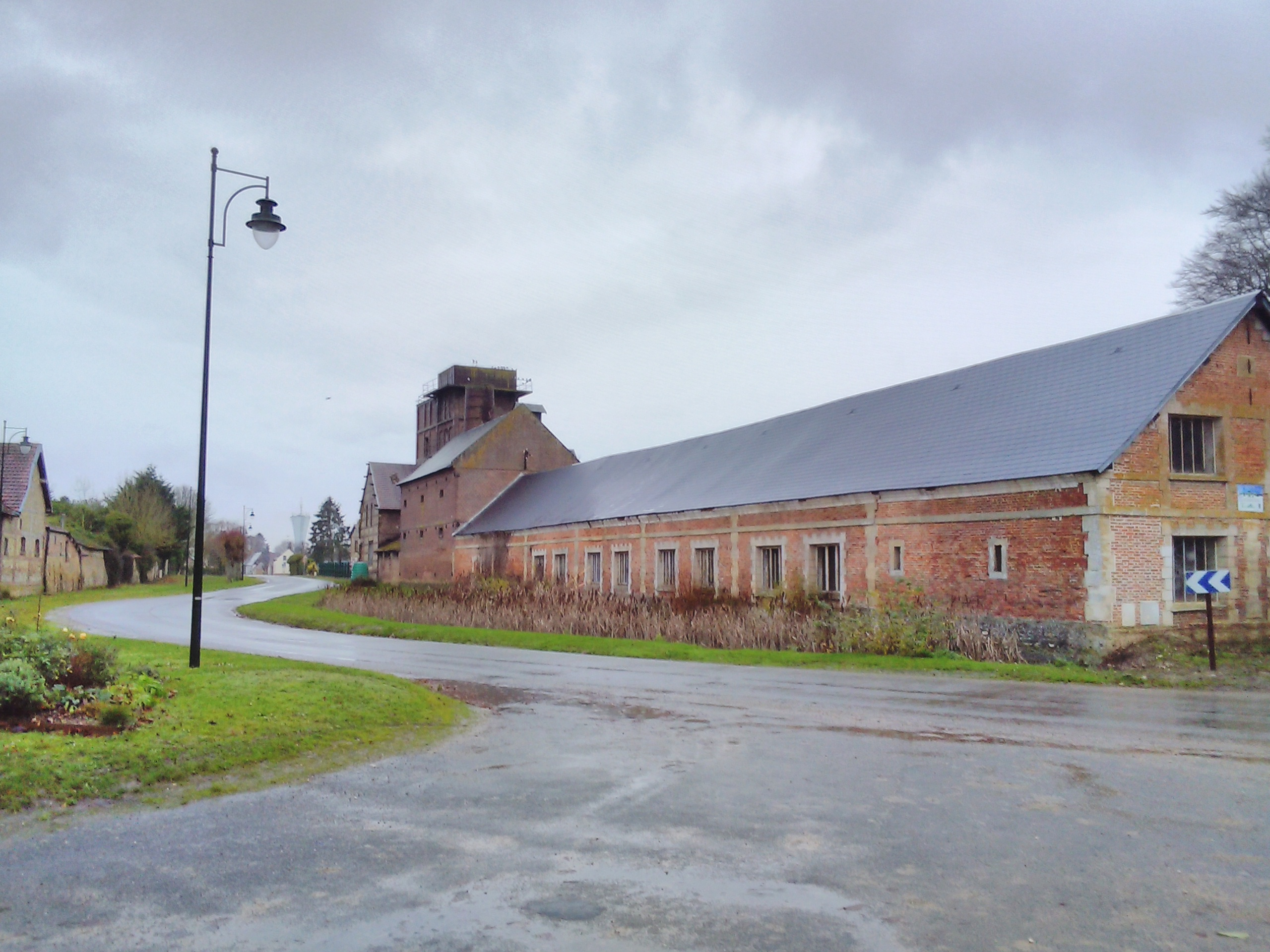
Ehemalige Sestillerie